# Schejk Lutfullahs moské
Schejk Lutfullahs moské (persiska: مسجد شیخ لطف‌الله) ligger på den östra sidan av Naqsh-e Jahantorget i staden Esfahan. Man började bygga moskén år 1602 e.Kr. ovanpå ruinerna av en äldre moské och den nya moskén stod färdig 1619.